# سالواتوره لانا
سالواتوره لانا (انگلیسی: Salvatore Lanna؛ زادهٔ ۳۱ ژوئیهٔ ۱۹۷۶) بازیکن فوتبال اهل ایتالیا است.
از باشگاه‌هایی که در آن بازی کرده‌است می‌توان به باشگاه فوتبال رجینا، باشگاه فوتبال کارپی، باشگاه فوتبال تورینو، باشگاه فوتبال کیه‌وو ورونا، باشگاه فوتبال بولونیا، باشگاه فوتبال رجانا، و باشگاه فوتبال آ.ث. میلان اشاره کرد.
وی همچنین در تیم ملی فوتبال ایتالیا بازی کرده‌است.